# Albatros C.IX
L'Albatros C.IX (designazione aziendale L 23) era un monomotore biplano da ricognizione realizzato dall'allora azienda tedesco imperiale Albatros Flugzeugwerke GmbH negli anni dieci del XX secolo e rimasto allo stadio di prototipo.
Ulteriore sviluppo dei precedenti modelli C-Typ, se ne distingueva introducendo alcune differenze a livello strutturale, nella velatura e nella fusoliera. Introdotto nel 1917 venne prodotto in soli tre esemplari adottati dalla Luftstreitkräfte durante la prima guerra mondiale uno dei quali come aereo personale di Manfred von Richthofen.

## Storia del progetto
Nell'ambito della continua ricerca al fine di migliorare le caratteristiche generali dei velivoli da essa prodotti, nel 1917 l'Albatros decise di sviluppare un nuovo modello da ricognizione che rispondesse alla specifica Idflieg per i C-Typ, i ricognitori biposto biplani armati, introducendo alcune peculiari novità rispetto ai precedenti. Pur mantenendo l'impostazione classica adottata dall'azienda, con fusoliera ricoperta da pannelli in compensato sagomato e che integrava i due abitacoli aperti e separati, questa aveva la postazione posteriore riservata all'osservatore/mitragliere rialzata e sporgente, soluzione tecnica che garantiva un migliore campo visivo sia nel rilevare informazioni sulla disposizione delle unità nemiche che nell'efficacia dell'armamento difensivo a sua disposizione. Inoltre la velatura, pur sempre in configurazione biplana, era caratterizzata da un'ala superiore a freccia collegata a quella inferiore, rimasta dritta, da soli due montanti, uno per lato, anziché una coppia per lato dei precedenti modelli.
Il prototipo, al quale l'azienda assegnò la designazione progressiva L 23, venne portato in volo per la prima volta nel corso del 1917 e presentato alla commissione esaminatrice dell'Idflieg; questa gli assegnò la designazione ufficiale C.IX (nono progetto di un C-Type realizzato dall'azienda) ma, seppur dotato di buone caratteristiche, non venne avviato alla produzione in serie.

## Impiego  operativo
Dei tre esemplari è noto che Manfred von Richthofen, conosciuto con l'appellativo di "Barone Rosso" per il colore con cui venivano dipinti i suoi velivoli, adottò l'Albatros C.IX come aereo personale e lo utilizzò, ad esempio, nel suo incontro del maggio 1917 con il kaiser Guglielmo II di Germania.

## Utilizzatori
Germania
- Luftstreitkräfte